# 艾氏麥鱈鱸
艾氏麥鱈鱸為輻鰭魚綱鱸形目鱸亞目真鱸科的一種，為亞熱帶淡水魚，被IUCN列為瀕危保育類動物，分布於澳洲淡水流域，體長可達66公分，棲息在岩石底質有沉木的溪流底中層水域，生活習性不明。